# Neuvy-au-Houlme
Neuvy-au-Houlme ist eine französische Gemeinde mit 198 Einwohnern (Stand 1. Januar 2022) im Département Orne in der Region Normandie.

## Geografie
Die Gemeinde liegt 15 Kilometer nordwestlich der Stadt Argentan und unmittelbar südlich der Grenze zum Département Calvados, an das sie im Norden grenzt. Neuvy liegt abseits von Hauptverkehrsstraßen, ist aber über den Nachbarort Bazoches-au-Houlme an die D909 nach Falaise und Putanges-Pont-Écrepin angebunden. Das Gemeindegebiet wird von der Baize, der darin mündenden Bilaine und dem Bach Ruisseau de la Fontaine André durchflossen.

## Kultur und Geschichte
Bereits zur Römerzeit existierte am Standort des heutigen Neuvy ein Ort, was von zahlreichen Fundstücken belegt wird. Dieser Ort wurde allerdings im Jahr 396 n. Chr. von den Sachsen zerstört, die an derselben Stelle eine neue Siedlung errichteten. Im Mittelalter beheimatete der Ort ein Kloster. Zudem entstand im 13. Jahrhundert die heute noch erhaltene Dorfkirche. Generell spielte zu dieser Zeit die Religion eine besondere Rolle, wie unter anderem einige Straßennamen belegen. Dementsprechend war Neuvy auch Schauplatz der Hugenottenkriege, als es ein Stützpunkt der Vicomtes von Falaise war. Zu dieser Zeit bestand im Ort eine Festung, die nahe der heutigen Kirche lag. 1839 wurde der ehemals selbstständige Ort Fresnay-le-Buffard nach Neuvy-au-Houlme eingemeindet. Dieser umfasste unter anderem ein bedeutendes Gestüt, das während der 1940 beginnenden Besatzung durch die deutsche Wehrmacht in ein Militärkrankenhaus umfunktioniert wurde. Ein Gestüt im Ortsteil Le Gazon wurde bis zur Befreiung der Gemeinde am 20. August 1944 als Gefangenenlager genutzt. Auch in der Nachkriegszeit behielt die Landwirtschaft eine wesentliche Rolle in der lokalen Produktion. Gleichzeitig wurde das Gestüt in Fresnay professionell weitergeführt und dafür 2004 als „beste Aufzucht Frankreichs“ ausgezeichnet.

### Ortsnamen
Die Herkunft des Namens Neuvy ist nicht zweifelsfrei geklärt. Eine Hypothese besagt, dass sich das Wort aus dem gallo-römischen Wortstamm Novius ableitet. Eine weitere Theorie benennt die Wörter Novus vicus (Latein für „neue Siedlung“) als Ausgangspunkt der Namensentwicklung. Das Wort Houlme, das zur Unterscheidung von anderen Orten mit dem Namen Neuvy dient, könnte ebenfalls lateinischer Herkunft sein und sich aus dem Wort ulmus (lateinisch für Ulme) ableiten. Eine weitere Theorie besagt, dass es aus dem skandinavischen Wort holm entstand, das das bewaldete Hügelland der Region beschreibt. Der Name des Ortsteils Fresnay leitet sich aus dem lateinischen Wort fraxinus ab, das „Esche“ bedeutet. Der Namenszusatz Buffard geht auf die Familie Buffart zurück, die im Ort bedeutende Ländereien besaß.

### Bevölkerungsentwicklung
| Jahr      | 1962 | 1968 | 1975 | 1982 | 1990 | 1999 | 2010 | 2017 |
| Einwohner | 336  | 304  | 255  | 222  | 218  | 218  | 235  | 208  |